# 올락스과
올락스과는 단향목에 속하는 속씨식물의 과이다. 목본식물로 전 세계의 열대 지방에 두루 자생한다.
1998년의 APG 분류 체계와 2003년의 APG II 분류 체계는 이 과를 진정쌍떡잎식물군에 속하는 단향목으로 분류했다. 올락스과에 포함되는 식물의 범위는 전문가들마다 다양하다. 생식질자원정보네트워크(Germplasm Resources Information Network)는 총 15개 속을 포함시키지만, 몇몇 다른 저자들은 몇 개의 과로 더 쪼갠다.

## 하위 분류
- 좁은 의미(sensu stricto)의 올락스과 (Olacaceae)
  - Dulacia
  - Olax
  - Ptychopetalum

- 아프탄드라과 (Aptandraceae)
  - Anacolosa
  - Aptandra
  - Cathedra
  - Chaunochiton
  - Harmandia
  - Ongokea
  - Phanerodiscus

- 시메니아과 (Ximeniaceae)
  - Curupira
  - Douradoa
  - Malania
  - Ximenia

- 코울라과 (Coulaceae)
  - 코울라속 (Coula) 서아프리카 열대지역에 자생하는 단일종 포함.
  - Minquartia - 아메리카 열대 지역의 단일종 포함.
  - Ochanostachys - 말레이시아 서부 지역의 단일종 포함.

- 스트롬보시아과 (Strombosiaceae)
  - Diogoa - 열대 아프리카의 2종
  - Engomegoma - 열대 아프리카의 단일종
  - Scorodocarpus - 열대 아시아의 단일종
  - Strombosia - 열대 아시아의 3종 및 열대 아프리카의 6종
  - Strombosiopsis - 열대 아프리카의 3종
  - Tetrastylidium - 남아메리카의 2종

- 에리트로팔룸과 (Erythropalaceae)
  - Erythropalum - 단일종(인도말레이시아)
  - Heisteria - 약 33종(아메리카 열대기후 지역) 및 3종(아프리카)
  - Maburea - 기아나의 단일종

- 옥톡네마과 (Octoknemaceae)
  - 옥톡네마속 (Octoknema) - 열대 아프리카의 14종

- 미분류 속
  - Brachynema